# Yehuda Altmann

Yehuda Altmann (links) bei der Vorbereitung seines Projektes Zehn Häuser im Gespräch mit dem beratenden Historiker, 1999

Yehuda Altmann (hebräisch יהודה אלטמן‎; * 1964 in Lachisch, Israel als Judah Ein-Mor) ist ein israelischer Fotograf.

## Biografie
Altmann studierte von 1986 bis 1988 Fotografie an der Hadassa-Akademie in Jerusalem. Ab 1990 lebte und arbeitete er fünf Jahre in Berlin. 1993 und 1995 war er Stipendiat der Stadt München in der Villa Waldberta. 1995 zog Altmann nach Köln und erhielt 1999 ein Stipendium des Künstlerhauses Schloss Balmoral in Bad Ems.

## Preise und Stipendien
- 2002: Kunstpreis der Deutschen Volksbanken und Raiffeisenbanken
- 2001: Sponsoring 2001, lothringer 13/halle, München
- 2000: art identity Saar Ferngas Förderpreis
- 1999: Künstlerhaus Schloss Balmoral, Bad Ems (Kat.)
- 1995: Stipendiat der Stadt München im Künstlerhaus Villa Waldberta

## Einzelausstellungen
- 2008  Nusser & Baumgart, München
- 2005  Bilder ohne Gegenwart, Nusser & Baumgart, München, kuratiert von Erno Vroonen (zusammen mit Thomas Weinberger)
- 2004  Room of the Winds, Galerie Mosel & Tschechow, München
- 2003  ViewInteriors, Galerie Aktueller Kunst im Osram-Haus, München (Kat.), Museum – 1993, Gedenkhalle Schloss Oberhausen
- 2001  Itemsinteriors, Galerie Mosel und Tschechow, München
- 2000  Kunst am Bau – Bundesrepublik Deutschland, Bundesministerium für Verkehr, Berlin (Kat.)
- 1999  Museum-1993 Kunsthistorisches Institut der Universität, Bonn, Deutschland, Galerie KunstRaum, Trier
- 1998  MCMRV 97-98 About cities and structures, Galerie Mosel & Tschechow, München
- 1997  Kulturforum Neue Post, Neuss
- 1995  Galerie KunstRaum, Klaus Hinrichs, Trier, Galerie Mosel & Tschechow, München
- 1994  Goethe-Institut, Tel Aviv, Wewerka Galerie, Berlin, Aspekte Galerie, München
- 1997  Kaiser Wilhelm Denkmale Mittelrheinisches Museum, Koblenz (Kat.), Osmos Galerie, Berlin
- 1996  Die Galerie, Wewerka Galerie, Berlin, Deutschland (Kat.)
- 1996  Die Mosel, Städtisches Museum Simeonstift, Trier, Deutschland
- 1994  Art of Memory, Fotomuseum im Stadtmuseum, München/ Deutsches Historisches Museum, Berlin, Imaginäres Museum, Kunstverein Braunschweig

## Projekte (Auswahl)
Berlin, 1991–1993

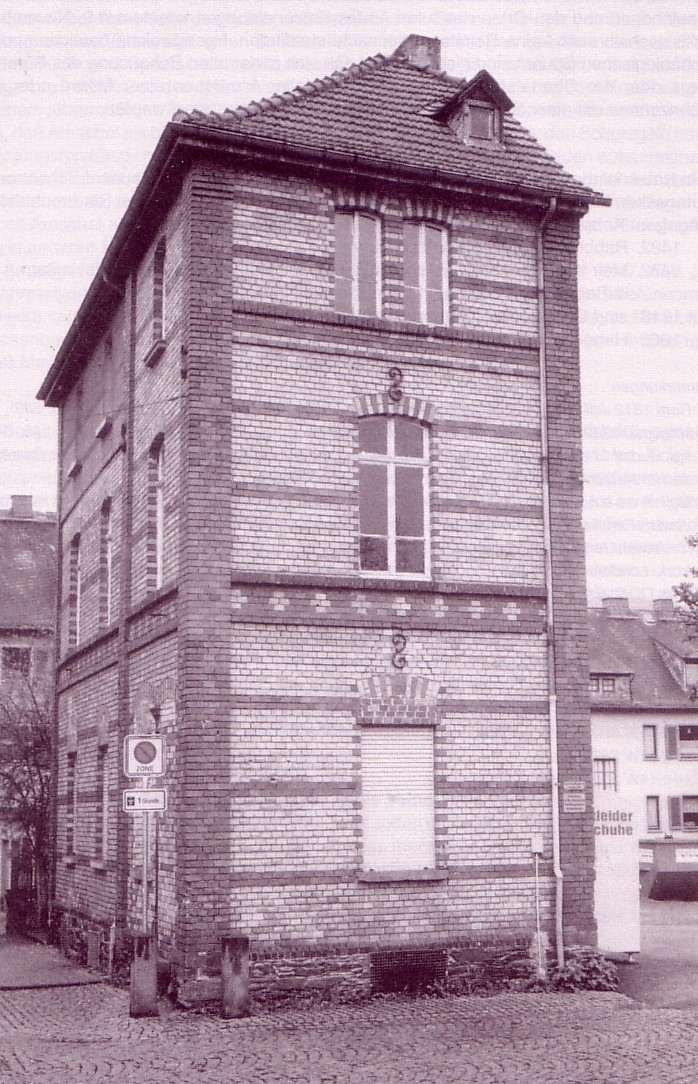
Grabenstraße 16 in Nassau (Lahn) fotografiert von Yehuda Altmann, 1999

Dokumentation der Demonstrationen in Kreuzberg und in einer Kneipe in Friedrichshain. 24 Fotografien, Einzelausstellung im Brandenburger Parlament, Potsdam 1994.
Denkmale, 1991–1992
Denkmale zeigt an drei Beispielen den Umgang mit Erinnerung und Geschichte. Das Verschwinden des Lenin-Denkmals in Ost-Berlin, die Ankunft des Reiterstandbildes von Kaiser Wilhelm auf dem Deutschen Eck in Koblenz und die Museologisierung von Mielkes Arbeitszimmer in der Forschungs- und Gedenkstätte Normannenstraße in Berlin. Zwölf Fotoarbeiten, ausgestellt in einer Einzelausstellung im Deutschen Historischen Museum, Berlin 1993.
Auschwitz-Museum; Sachsenhausen-Museum, 1993–1994
Zwei Arbeiten, deren Thema die Repräsentation des Holocausts in den Inszenierungen der Gedenkstätten ist. „Sachsenhausen-Museum“ ist in der Sammlung der Stiftung Brandenburgische Gedenkstätten. „Auschwitz-Museum“ wurde in verschiedenen Gruppenausstellungen u. a. im Münchener Fotomuseum, in Oswiecim, Krakau, Weimer und Oldenburg gezeigt und vom Deutschen Historischen Museum angekauft. Publiziert in Eikon, No. 14/15 1995.
Exteriors – about cities and structure, 1996
Das Projekt wurde 1993 begonnen und beinhaltet eine Serie von Bildern von verschiedenen in- und ausländischen Städten, die sich mit der Definition von Zeit und architektonischen Strukturen auseinandersetzt. Im Rahmen dieses Projekts entstand eine Serie von Bildern über Neuss, die im  März/April 1997 in einer Ausstellung mit Katalog gezeigt wurde.
Zehn Häuser – Häuser jüdischer Familien in Nassau an der Lahn, 1999
Der Schwerpunkt dieser Arbeit besteht darin, eine Beziehung zwischen dem abgebildeten Ort und seiner Geschichte herzustellen. Dokumentarisch, zeugnishaft sachlich und ohne moralische Bewertung. Der Minian der Häuser als Zeugnis einer jüdischen Gemeinde, die aktiver Bestandteil des gesellschaftlichen Lebens dieser Stadt war und längst begonnen hatte, deren Traditionen mitzugestalten, bleibt Fiktion. Die Spuren der 1933 zerschlagenen Gemeinschaft lassen sich nicht mehr zu einer Versammlung der Zehn vereinen. Diese kommt letztlich nur zusammen in dem, was verloren ist, weiter verloren gehen und damit seiner Darstellbarkeit beraubt wird. Yehuda Altmann dankt die Kenntnisse über die Häuser einer Führung, die Freunde Anfang April 1999 für ihn organisiert hatten. Dabei lernte er Nassau und die umliegenden Dörfer im Taunus kennen, aus denen die jüdischen Familien zum größten Teil stammten, die sich Mitte und Ende des 19. Jahrhunderts in der Stadt angesiedelt hatten. Der Abriss eines der Häuser im Jahr 2011, die Yehuda Altmann 1999 noch fotografieren konnte, ist ein weiterer Schritt die Sammlung des Verlorenen zu erweitern.

## Sammlungen
- Sammlungen des Deutschen Historischen Museums, Berlin
- Fotomuseum München
- Sammlung Osram, München
- Städtisches Museum Simeonstift, Trier
- Stiftung Brandenburgische Gedenkstätten
- Sammlung Jagiellonian Universität Krakau
- Mittelrheinisches Museum, Koblenz
- Verkehrsministerium, Berlin
- Stadtarchiv, Nassau (Lahn)